# Michael D. Margulies
Michael D. Margulies (* 2. Juli 1936 in Los Angeles, Kalifornien) ist ein US-amerikanischer Kameramann.

## Leben
Michael Margulies begann seine Karriere im Filmgeschäft als camera operator Ende der 1960er Jahre. Als Chefkameramann war er erstmals an Dokumentationen aus den Jahren 1969 bis 1971 beteiligt. In den 1970er und 1980er Jahren war er hauptsächlich für Fernsehproduktionen tätig, nur gelegentlich für Kinofilme wie Police Academy – Dümmer als die Polizei erlaubt  aus dem Jahr 1984. Dieses Muster wiederholte sich in den 1990er Jahren, in denen jedoch seine Arbeitsintensität im Vergleich zu den zuvorgehenden Dekaden abnahm. 
Für seine Arbeit an Haus der lebenden Toten war Margulies 1991 für den Emmy nominiert.

## Filmografie (Auswahl)
- 1971: Minnie und Moskowitz (Minnie and Moskowitz)
- 1974: Kesse Mary – Irrer Larry (Dirty Mary Crazy Larry)
- 1974: Where Have All the People Gone
- 1974: Ein Computer wird gejagt (The Questor Tapes), auch: Ein Android wird gejagt
- 1976: Sherlock Holmes in New York (Fernsehfilm)
- 1978: Unsere Lassie (The Magic of Lassie)
- 1978: Evening in Byzantium (Fernsehfilm)
- 1982: Modesty Blaise (1982)
- 1984: Police Academy – Dümmer als die Polizei erlaubt (Police Academy)
- 1990: Von allen Geistern besessen! (Repossessed)
- 1991: Haus der lebenden Toten (The Haunted, Fernsehfilm)
- 1996: In Stille gefangen (Hidden in Silence, Fernsehfilm)
- 1998: Kick Fire – Ohne jede Vorwarnung (Best of the Best: Without Warning)
- 2000: Die Bradys – Wie alles begann (Growing Up Brady)